# The Great Love (1918)
The Great Love is een Amerikaanse dramafilm uit 1918 onder regie van D.W. Griffith. Destijds werd de film in Nederland uitgebracht onder de titel Het vuur. De film is wellicht zoekgeraakt.

## Verhaal
De idealistische Amerikaan Jim Young wil gaan vechten tegen de Duitsers in de Eerste Wereldoorlog. Hij wil niet wachten op Amerikaanse oorlogsdeelname en gaat dus naar Canada om zich aan te sluiten bij het Britse leger. Young wordt voor zijn opleiding naar Groot-Brittannië gestuurd. Aan het front in Frankrijk raakt hij al spoedig gewond. Hij wordt teruggestuurd naar Engeland om te herstellen van zijn verwondingen en wordt er verliefd op de dochter van een Australische predikant.

## Rolverdeling
| Acteur            | Personage            |
| ----------------- | -------------------- |
| George Fawcett    | Josephus Broadplains |
| Lillian Gish      | Susie Broadplains    |
| Robert Harron     | Jim Young            |
| Gloria Hope       | Jessie Lovewell      |
| George Siegmann   | Mijnheer Seymour     |
| Maxfield Stanley  | John Broadplains     |
| Rosemary Theby    | Juffrouw Corintee    |
| Henry B. Walthall | Roger Brighton       |